# Kristian Hald
Kristian Hald (født 9. september 1904 i Todbjerg, død 27. juli 1985) var en dansk sprogforsker og førende stednavneforsker i Danmark.
Han blev videnskabelig medarbejder ved Stednavneudvalget i årene 1928-1950 og professor i nordiske sprog ved Københavns Universitet 1953-1974.
Han blev dr.phil. på afhandlingen De danske stednavne paa -um i 1942.
Kristian Hald har et omfattende forfatterskab bag sig. Således forfattede han store dele af bindene 2-9 i serien Danmarks Stednavne om de da værende amters stednavne, han var eneforfatter til bind 18 (1976-80) og bind 7 (1948-49) af Sydslesvigs Stednavne. Mest kendt er han dog nok som forfatter af den populære fremstilling af stednavnespørgsmål i Vore Stednavne fra 1950. 

## Forfatterskab
- Kristian Hald: De danske stednavne paa -um; København 1942.
- Kristian Hald: Vore stednavne: med særligt hensyn til Vendsyssel; Udgivet af Folkeuniversitetsudvalget i kommission hos E. Munksgaard, 1948
- Kristian Hald: Vore Stednavne; Udgivet af Udvalget for Folkeoplysningens Fremme. C. E. Gads Forlag, København 1950.
- Kristian Hald: Personnavne i Danmark: Middelalderen; Dansk historisk fællesforening, 1971
- Kristian Hald: "Ris" (Kulturhistorisk Leksikon for nordisk middelalder; 2. udgave; Rosenkilde og Bagger 1982; bind 14, sp. 342)
- Kristian Hald: "-rød" (Kulturhistorisk Leksikon for nordisk middelalder; 2. udgave; Rosenkilde og Bagger 1982; bind 14, sp. 439-440)
- Kristian Hald: "Sal" (Kulturhistorisk Leksikon for nordisk middelalder; 2. udgave; Rosenkilde og Bagger 1982; bind 14, sp. 678)
- Kristian Hald: "sø" (Kulturhistorisk Leksikon for nordisk middelalder; 2. udgave; Rosenkilde og Bagger 1982; bind 15, sp. 339-440)
- Kristian Hald: "skov" (Kulturhistorisk Leksikon for nordisk middelalder; 2. udgave; Rosenkilde og Bagger 1982; bind 15, sp. 612-614)
- Kristian Hald: "-slet, -slette" (Kulturhistorisk Leksikon for nordisk middelalder; 2. udgave; Rosenkilde og Bagger 1982; bind 16, sp. 219-220)
- Kristian Hald: "Sognenavne" (Kulturhistorisk Leksikon for nordisk middelalder; 2. udgave; Rosenkilde og Bagger 1982; bind 16, sp. 385-389)
- Kristian Hald: "-sted" (Kulturhistorisk Leksikon for nordisk middelalder; 2. udgave; Rosenkilde og Bagger 1982; bind 16, sp. 571-574)
- Kristian Hald: "Stav-" (Kulturhistorisk Leksikon for nordisk middelalder; 2. udgave; Rosenkilde og Bagger 1982; bind 17, sp. 83-84)
- Kristian Hald: "-torp" (Kulturhistorisk Leksikon for nordisk middelalder; 2. udgave; Rosenkilde og Bagger 1982; bind 18, sp. 496-499)

### På internettet
- Kristian Hald: "Stednavne i Angel" (Sydslesvig II. Angel; Udgivet af Grænseforeningen ved Gunnar Knudsen og Knud Kretzschmer. Reitzels Forlag, København 1945; side 70-84)